# Isoperla gibbsae
Isoperla gibbsae är en bäcksländeart som beskrevs av Harper 1971. Isoperla gibbsae ingår i släktet Isoperla och familjen rovbäcksländor. Inga underarter finns listade i Catalogue of Life.